# Municipio de Jackson (condado de White, Indiana)
El municipio de Jackson (en inglés, Jackson Township) es una subdivisión administrativa del condado de White, Indiana, Estados Unidos. Según el censo de 2020, tiene una población de 697 habitantes.

## Geografía
Está ubicado en las coordenadas 40°46′50″N 86°36′19″O / 40.78056, -86.60528. Según la Oficina del Censo de los Estados Unidos, tiene una superficie total de 40 km², correspondientes en su totalidad a tierra firme.

## Demografía
Según el censo de 2020, hay 697 personas residiendo en la zona. La densidad de población es de 17 hab./km². El 92,25 % de los habitantes son blancos, el 0,29 % son afroamericanos; el 0,14 % es asiático; el 2,44 % son de otras razas, y el 4,88 % son de una mezcla de razas. Del total de la población, el 4,59 % son hispanos o latinos de cualquier raza.